# Luis Giraldo
Luis Alfredo Giraldo Collazos (Barranquilla, 18 de enero de 1999) es un cantante y compositor colombiano de salsa y género urbano. Fue semifinalista en la primera temporada de La voz Kids (Colombia) formando parte del equipo Maluma.
Es también actor, conocido por interpretar el papel de Jhon Caballero en la Serie de televisión de Disney Channel Bia.

## Biografía

### Comienzos
Nació en Barranquilla (Colombia), siendo sus padres Julio Giraldo y Dayana Collazos y su hermano Luis Ángel. Cursó sus estudios en el Colegio Nazareth Olaya, de Barranquilla.
De sus padres heredó también el gusto por la música. Desde que tiene tres años toca distintos instrumentos, pero tiene un especial gusto por la percusión. Tanto es así que en 2004 juntos crearon una Academia musical para jóvenes llamada Fagico, dedicada a la preparación artística, musical y actoral, y en la cual Luís se desempeña como compositor. En 2007 formaron también una orquesta llamada Tropisalsa la cual ha participado en varios festivales y ha recibido varios premios desde su formación. Luís ha sido percusionista, timbalero y uno de los directores de esta orquesta. Además ha sido la voz en algunos eventos en los que se presentaron. Por ejemplo, en julio de 2009, Tropisalsa participó en Barranquilla en el Gran Concierto Nacional en homenaje a Joe Arroyo. En diciembre de 2010 tuvieron una aparición en el Canal Caracol Televisión como parte del especial de Navidad y participaron en el Catedraton en septiembre de 2011.
En su proceso de aprendizaje, ha recibido algunas clases del percusionista puertorriqueño Giovanni Hidalgo.

### 2012-2013: Primer sencillo
En 2012 presentó su primer sencillo titulado "Esclavo de tus besos". Este tema es la primera composición musical de su autoría y el video que lleva su nombre fue producido por la empresa que dirige su familia, Fagico Producciones. La canción mezcla salsa con su toque de urbano y contó con la música de la orquesta Tropisalsa. Con respecto a su faceta como compositor musical Luís comenta: «No me enfoco tanto en si estoy enamorado, si estoy feliz o triste, simplemente me sale, tomo mi guitarra o el piano y listo».
Durante sus comienzos en el mundo de la música ha participado en diferentes concursos y festivales como QuillaCanta en 2013 (en el Estadio Romelio Martínez de Barranquilla, Colombia), Barranquijazz, Expokids y Factor Xs entre otros, algunos integrando la orquesta Tropisalsa y otros como solista.

### 2014: Su paso por "La Voz Kids"
En 2014, Luís fue uno de los 113 seleccionados de entre un total de 17 mil niños que se postularon para participar de la primera temporada de La voz Kids (Colombia), Interpretando «No puedo más». En el tercer episodio de la temporada, mientras se llevaban a cabo las audiciones a ciegas, «Luisito» interpretó «Mi niña bonita» de Chino y Nacho y logró conquistar a Maluma quien lo seleccionó para que formara parte de su equipo durante la competencia. Con «La Temperatura» de Maluma y «Taboo» de Don Omar logró superar las siguientes dos etapas del programa. Aunque fue eliminado en la semifinal luego de interpretar «El doctorado» de Tony Dize. 
Su participación en este programa de televisión le permitió obtener una mayor difusión abriéndole la puerta a nuevas presentaciones en su carrera en solitario. Entre algunas de sus experiencias se encuentra la presentación en el Estadio Nemesio Camacho El Campín de Bogotá ante más de 45.000 personas como artista invitado en el show de Maluma en diciembre de 2014, y que continuó con una gira por toda Colombia acompañando al artista.

### 2015-2017: Nuevos sencillos y Tour
A comienzos de 2015 participó en el espectáculo musical de la coronación de la reina infantil del carnaval de Barranquilla en el Estadio Romelio Martínez. También participó en el espectáculo musical de Miss Summer Internacional 2015 donde interpretó «Volverte a ver», canción que se convirtió en su segundo sencillo (el primero como solista independiente) y que fue primeramente lanzado en las radios de Colombia. El tema es una fusión de  merengue, pop y Urbano. Unos meses después se presentó el video oficial que fue grabado en formato cine (Resolución 4K) y que fue producido en parte por su padre Julio Giraldo.
En junio se presentó en el programa de televisión Colombiano Día a día donde mostró en público su nuevo trabajo «No digas que no». Este, su tercer sencillo, fue grabado en los estudios Infinity Music, empresa productora del cantante J Balvin. Realizó además varias presentaciones, como por ejemplo, en la Batalla de Flores durante el Carnaval de Barranquilla, en el evento benéfico televisado Teletón, y en el bar Matildelina de la ciudad de Bogotá. «Solamente tú» fue su cuarto sencillo lanzado a finales de año. El video oficial incluye un resumen de su carrera a través de escenas grabadas en vivo. También participó de Tus 15 con la Mega,  un concurso auspiciado por la emisora de radio La Mega que ofrecía la oportunidad de realizar un show durante la fiesta de cumpleaños a quinceañeras de distintas partes del país.
A fines de 2016 lanzó su cuarto sencillo como solista. Este se tituló «Señorita» y contó con la colaboración del Dj Mr. Ragga. La canción mantiene sus orígenes en el género Urbano Latino y fue seguida de un tour que llevó su nombre, Tour Señorita, y que continuó hasta fines de 2017. Durante esta gira se presentó en el Centro comercial Gran Plaza del Sol, en Colombia en el show musical del programa de televisión Gente +, conducido por César Lambert y transmitido por  Telecaribe. Además, fue artista invitado en el show musical de Bad Bunny y Kevin Roldán en la cancha La Boca en Barranquilla.

### 2018-presente
En 2018 fue convocado a participar en un episodio de la tercera temporada de La voz Kids (Colombia) junto con Ivanna García y Sebastián Serna (también exparticipantes del programa) interpretando «Devuélveme el corazón» de Sebastián Yatra. El trío también se unió al equipo completo dirigido por  Yatra y, junto a su entrenador, interpretaron «Por fin te encontré» de Cali y El Dandee.
En 2018 también dio sus primeros pasos en el mundo de la actuación ya que fue convocado para formar parte del elenco de la Serie de televisión de Disney Channel Bia, en la que interpreta el papel de Jhon Caballero, un productor musical y compositor que crea música con su sampler. Junto a los músicos y actores Jandino y Guido Messina
grabaron un sencillo para la serie titulado «Arreglarlo Bailando», cuyo video oficial fue lanzado en abril de 2019. También participó junto al resto del elenco en otros sencillos que forman parte del Álbum musical de la serie tales como «Lo que me hace bien», «La vida te devuelve» y «Si tú estás conmigo».
En 2020 forma parte del elenco de la serie de televisión de Nickelodeon Noobees en su segunda temporada interpretando el papel de Melvin, un avatar que cobra vida y que intenta mezclarse en el mundo real.

## Filmografía

### Televisión
| Año  | Título         | Personaje       | Canal              | Notas                                                        |
| ---- | -------------- | --------------- | ------------------ | ------------------------------------------------------------ |
| 2011 | Tres milagros  | Salvador Rendón | RCN Televisión     | Elenco principal small>(temporada 1), aparece en 6 episodios |
| 2016 | La viuda negra | Dylan           | Caracol Televisión | Elenco principal (temporada 2), 25 episodios                 |
| 2019 | Bia            | Jhon Caballero  | Disney Channel     | Elenco principal (temporada 1), 59 episodios                 |
| 2020 | Noobees        | Melvin          | Nickelodeon        | Elenco principal (temporada 2)                               |

## Discografía

### Sencillos
Como artista principal
| Año  | Sencillo                                | Director                                             |
| ---- | --------------------------------------- | ---------------------------------------------------- |
| 2015 | «Volverte a ver»                        | Mauricio Prince (6609 Films, Productora Audiovisual) |
| 2015 | «No digas que no»                       | Mauricio Prince (6609 Films, Productora Audiovisual) |
| 2015 | «Solamente tú»                          | Mauricio Prince (6609 Films, Productora Audiovisual) |
| 2016 | «Señorita» (Luis Giraldo con Mr. Ragga) | Mauricio Prince (6609 Films, Productora Audiovisual) |

Como artista invitado
| 2012 | «Esclavo de tus besos» (Luis Giraldo con Tropisalsa) | Julio Giraldo (Fagico Producciones)            | Julio Giraldo (Fagico Producciones)            | Julio Giraldo (Fagico Producciones)            | Julio Giraldo (Fagico Producciones)            | Julio Giraldo (Fagico Producciones)            | Julio Giraldo (Fagico Producciones)            | Julio Giraldo (Fagico Producciones)            | Julio Giraldo (Fagico Producciones)            | Julio Giraldo (Fagico Producciones)            | Julio Giraldo (Fagico Producciones)            | Julio Giraldo (Fagico Producciones)            | Julio Giraldo (Fagico Producciones)            | Julio Giraldo (Fagico Producciones)            |
| 2019 | «Arreglarlo Bailando» (Luis Giraldo con Jandino y Guido Messina) | UMG (en representación de Walt Disney Records) | UMG (en representación de Walt Disney Records) | UMG (en representación de Walt Disney Records) | UMG (en representación de Walt Disney Records) | UMG (en representación de Walt Disney Records) | UMG (en representación de Walt Disney Records) | UMG (en representación de Walt Disney Records) | UMG (en representación de Walt Disney Records) | UMG (en representación de Walt Disney Records) | UMG (en representación de Walt Disney Records) | UMG (en representación de Walt Disney Records) | UMG (en representación de Walt Disney Records) | UMG (en representación de Walt Disney Records) |
| 2019 | «Lo que me hace bien» (Luis Giraldo con Jandino, Guido Messina, Esteban Velásquez, Alan Madanes, Rodrigo Fernández, Fernando Dente, Rhener Ferreira de Freitas y Julio Peña Fernández) | UMG (en representación de Walt Disney Records) | UMG (en representación de Walt Disney Records) | UMG (en representación de Walt Disney Records) | UMG (en representación de Walt Disney Records) | UMG (en representación de Walt Disney Records) | UMG (en representación de Walt Disney Records) | UMG (en representación de Walt Disney Records) | UMG (en representación de Walt Disney Records) | UMG (en representación de Walt Disney Records) | UMG (en representación de Walt Disney Records) | UMG (en representación de Walt Disney Records) | UMG (en representación de Walt Disney Records) | UMG (en representación de Walt Disney Records) |
| 2019 | «La vida te devuelve» (Luis Giraldo con elenco de Bia) | UMG (en representación de Walt Disney Records) | UMG (en representación de Walt Disney Records) | UMG (en representación de Walt Disney Records) | UMG (en representación de Walt Disney Records) | UMG (en representación de Walt Disney Records) | UMG (en representación de Walt Disney Records) | UMG (en representación de Walt Disney Records) | UMG (en representación de Walt Disney Records) | UMG (en representación de Walt Disney Records) | UMG (en representación de Walt Disney Records) | UMG (en representación de Walt Disney Records) | UMG (en representación de Walt Disney Records) | UMG (en representación de Walt Disney Records) |
| 2019 | «Si tú estás conmigo» (Luis Giraldo con elenco de Bia) | UMG (en representación de Walt Disney Records) | UMG (en representación de Walt Disney Records) | UMG (en representación de Walt Disney Records) | UMG (en representación de Walt Disney Records) | UMG (en representación de Walt Disney Records) | UMG (en representación de Walt Disney Records) | UMG (en representación de Walt Disney Records) | UMG (en representación de Walt Disney Records) | UMG (en representación de Walt Disney Records) | UMG (en representación de Walt Disney Records) | UMG (en representación de Walt Disney Records) | UMG (en representación de Walt Disney Records) | UMG (en representación de Walt Disney Records) |